# Romain Nicodème
Romain Nicodème (7 juni 1995) is een Belgische atleet, die gespecialiseerd is in het hordelopen. Hij werd eenmaal Belgisch kampioen.

## Biografie
Nicodème was in de jeugd gespecialiseerd in de tienkamp. Nadien stapte hij over naar het hordelopen. Op de Belgische kampioenschappen van 2015 haalde hij meteen een bronzen medaille. In 2018 werd hij voor het eerst Belgisch kampioen op de 400 m horden.
Clubs
In België is Nicodème aangesloten bij Royal Excelsior Sportings Club.

## Belgische kampioenschappen
| Onderdeel    | Jaar |
| ------------ | ---- |
| 400 m horden | 2018 |

## Persoonlijk record
| Onderdeel    | Prestatie | Datum            | Plaats  |
| ------------ | --------- | ---------------- | ------- |
| 400 m horden | 51,22 s   | 23 augustus 2019 | Brussel |

## Palmares

### 400 m horden
- 2015:  BK AC - 52,98 s
- 2017:  BK AC - 52,18 s
- 2018:  BK AC - 51,49 s